# Botra smrt
Botra smrt je prekmurska ljudska pravljica, ki je prvič objavljena leta 1975 v zbirki pravljic z naslovom Žalostna kraljična.

## Vsebina dela
Pravljica govori o revnem ribiču, ki se mu je rodil enajsti otrok. Ker oče ni našel nikogar drugega, je šla sinu za botro smrt, ki pa je zahtevala, da se otrok izuči za zdravnika in da mu oče vse do tedaj ne pove, kdo je njegova botra. Tako se je tudi zgodilo. Po devetih letih šolanja v tujem mestu se je mladenič vrnil domov in v svojem kraju, vedoč za svojo botro, opravljal delo zdravnika. Smrt pa je bila ves čas ob njem - če je stala ob glavi bolnika, je to pomenilo, da mu ni pomoči, če pa je stala ob nogah, se je bolniku obetalo ozdravljenje. S tam je pomagala zdravniku, da je postal najslavnejši. Zgodilo pa se je, da je zbolel kralj sosednje dežele, ki ga nihče ni mogel pozdraviti. Tudi enajsti ribičev sin se je odpravil, da bi pomagal kralju in si s tem prislužil njegovo hči in pol kraljestva. Toda ko je prišel v grad, je smrt stala pri glavi kralja in zdravnik je vedel, da mu ni pomoči, zato je želel oditi. Na pot mu je stopila prelepa kraljeva hči, ki ga je prosila naj ozdravi očeta. Mladenič je bil nad njeno lepoto tako prevzet, da je strežnikom ukazal naj obrnejo posteljo in je s tem pretental smrt. Kralj je res ozdravel in takoj so se začele priprave na poroko. Toda veselje ni trajalo dolgo. Dan pred poroko je botra smrt prišla po ribičevega sina in ga odpeljala skozi gozd na jaso, kjer so gorele sveče, ki so pomenile življenje človeka. Pokazala mu je svečo kralja, ki je že skoraj izgorela in pa njegovo svečo, ki je bila še vedno visoka. Povedala mu je, da mora sedaj ti dve sveči med seboj zamenjati. Zdravnik jo je prosil usmiljenja, toda botra smrt je povedala, da se nje ne da podkupiti. Nesrečnež se je poslovil od svojih bližnjih in zvonovi so namesto k poroki, zvonili k pogrebu.

## Izdaje
- Slovenske pravljice, Nova revija, 2002
- Žalostna kraljična in druge prekmurske pravljice, Pomurska založba, 1975
- Peklenski boter in druge slovenske pravljice, Mohorjeva založba, 1990